# لینوس هالینیوس
لینوس هالینیوس (سوئدی: Linus Hallenius؛ زادهٔ ۱ آوریل ۱۹۸۹) بازیکن فوتبال اهل سوئد است.

## باشگاهی
از باشگاه‌هایی که در آن بازی کرده‌است می‌توان به پادوا، هامارابی، جنوا، هلسینگبورگس، و هامارابی اشاره کرد.